# 알렉세이 모로조프 (아이스하키 선수)
알렉세이 알렉세예비치 모로조프(러시아어: Алексе́й Алексе́евич Моро́зов, 1977년 2월 16일 ~ )는 러시아의 은퇴한 아이스하키 선수로 현역 시절 포지션은 레프트 윙이다. 현재 콘티넨탈 하키 리그(KHL)의 총재를 맡고 있다.
프로 선수로 활동하는 동안 내셔널 하키 리그(NHL)의 피츠버그 펭귄스와 KHL의 아크 바르스 카잔과 HC CSKA 모스크바에서 활동했다. 또한 2007년부터 2011년까지 러시아 아이스하키 국가대표팀의 주장을 맡았으며, 올림픽에서 은메달 1개를 획득했고, 세계 아이스하키 선수권 대회에서 금메달 2개, 은메달 1개, 동메달 1개를 획득했다.